# 華西街大遊行
華西街大遊行是台灣救援雛妓運動的一部分，第一次遊行時間為1987年1月10日，第二次又稱為救援雛妓再出擊，發生時間為1988年1月9日。

## 事件發生背景
1980年代，台北市萬華區華西街為台北市有名的風化區。台灣基督長老教會彩虹婦女事工中心主任廖碧英在實地調查後，發現了雛妓問題的嚴重性，因而在1986年成立「彩虹專案」，開始進行救援雛妓的相關工作。1987年1月10日，共有三十幾個民間單位及機構齊聚艋舺龍山寺和華西街，為救援雛妓運動展開遊行、靜坐，以抗議政府縱容「販賣人口及山地雛妓」之不良風氣。雖然內政部警政署在1987年3月因各界壓力而成立了「正風專案」，卻不見大力取締與改善。故而在一年後的1988年1月9日再走上街頭，是為「華西街大遊行」。

## 活動負責人
| 位置   | 姓名                | 當時隸屬單位與職稱                   |
| ------ | ------------------- | ------------------------------------ |
| 召集人 | 廖碧英              | 台灣基督長老教會彩虹婦女事工中心主任 |
| 召集人 | 沈美真              | 台灣婦女救援協會會長                 |
| 召集人 | 曹愛蘭              | 婦女新知基金會秘書長                 |
| 領隊   | 陳金水（巴燕·達魯） | 台灣原住民族權利促進會副會長         |

## 行動準則
一、堅持「不回嘴、不回手」的和平原則。
二、服從糾察隊指揮，行動一致。
三、保持隊伍整齊，維持街道清潔。

## 口號
- 嫖雛妓有罪、嫖雛妓無恥、嫖雛妓不道德。
- 正風不振，警察丟臉。
- 正風不振，局長下台。
- 正風不振，署長下台。
- 抗議警察包庇色情行業。
- 法院量刑太輕，修改刑法。
- 鑽石歌廳不要臉。
- 人口販子有罪。
- 鎮暴部隊到華西街去。

## 標語
- 抗議老鴇及人口販子逍遙法外。
- 反對雙重道德，嫖客比妓女更可恥。

## 影響
過去在解嚴後，臺灣社會尚缺乏強而有力的社會運動組織，婦女團體等也常處於各訴求之邊緣及活動之末端，大眾媒體對社運及婦運也多抱持負面的報導，直到1987及1988年救援雛妓的活動，引起較大的迴響，使媒體改以比較正面的態度及立場，願意報導婦女團體的訴求，也因而成為群眾有較深入瞭解婦女運動的開始，是婦女運動發展的重要轉折關鍵。
婦女團體也在此之後，加速對兒少的相關福利法案（《兒童福利法》、《少年福利法》及防治雛妓的《兒童及少年性交易防制條例》）之制定及通過。

## 相關歌曲
- 華西街的一蕊花
- 我們都是一家人
- 雨夜花